# IC 3222
IC 3222 — галактика типу SBc () у сузір'ї Волосся Вероніки.
Цей об'єкт міститься в оригінальній редакції індексного каталогу.